# Prophasiopsis lopesi
Prophasiopsis lopesi là một loài ruồi trong họ Tachinidae.